# Millegölen
Millegölen är en sjö i Vetlanda kommun i Småland och ingår i Mörrumsåns huvudavrinningsområde. Sjöns area är 0,011 kvadratkilometer och den befinner sig 280 meter över havet.